# Split
Split je najveći grad u Dalmaciji, a po broju stanovnika i drugi po veličini grad u Hrvatskoj. Gospodarsko je i kulturno središte Dalmacije. Smješten je na središnjem dijelu istočne obale Jadranskoga mora, omeđen Kaštelanskim zaljevom sa zapada i sjevera, a Bračkim kanalom s juga te prostorno pokriva veći dio Splitskoga poluotoka koji se spaja s kopnom svojom sjevernom i istočnom stranom.
Gradsko središte, smješteno s istočne strane poluotoka Marjana koji je danas zaštićena park-šuma, čini starovjekovna Dioklecijanova palača iz 4. stoljeća (pod UNESCO-ovom zaštitom od 26. listopada 1979. godine), što je jedinstven primjer u svijetu. Naslonjena na antičku palaču, duž južne morske obale prema zapadu, naslonjena je srednjovjekovna jezgra. Oko te dvije jezgre koje danas čine jednu cjelinu, prema zapadu, istoku i sjeveru niknula su tijekom godina i mnoga novija pa i moderna splitska naselja. Na sjevernoj obali Splitskog poluotoka smješten je Gradski stadion Poljud, koji je od trenutka svoje izgradnje dom HNK Hajduka, splitsko brodogradilište Brodosplit, dugi niz godina najveći splitski gospodarski subjekt, kao i luka Lora u kojoj se danas nalazi i sjedište Hrvatske ratne mornarice.
Upravno je središte Splitsko-dalmatinske županije i gravitira mu područje triju najjužnijih hrvatskih županija (nekadašnja Zajednica općina Split) i dio Hercegovine, pa i Bosne. Prema popisu stanovništva provedenomu 2021. godine Split ima 161 312 stanovnika, druga je po veličini hrvatska trgovačka luka, najveća putnička luka u Hrvatskoj i treća luka na Sredozemlju po broju putnika. Split je međužupanijsko prometno središte i iznimno posjećeno turističko odredište, a pomorskim je putem izravno povezan sa svim srednjodalmatiskim otocima kao i s Apeninskim poluotokom.

## Ime
Prema jednoj popularnoj teoriji, grad je dobio ime po biljki brnistri (Spartium junceum, brnistra ili žuka) za koju se dugo smatralo da predstavlja točan prijevod izvornoga grčkog imena kolonije – Aspálathos (grč. Aσπάλαθος) – ili skraćeno Spálathos (grč. Σπάλαθος), a koja je na mjestu današnjeg Splita bila osnovana još u antičko doba, u 3. ili 2. stoljeću pr. Kr. Ta hipoteza o nazivu grada zbunjujuća je zato što druga biljka – hlapinika (Calicotome spinosa, grč. ασπάλαθος, aspálathos) – na grčkom jeziku nosi ime ove grčke kolonije. Biljke su vrlo slične, no u okolici Splita raste brnistra (u velikom broju na Marjanu, kao i na obližnjem Mosoru te na Kozjaku), a ne hlapinika.
Kako je grad nakon gradnje palače dospio pod rimsku vlast ime je latinizirano u Spalatum ili Aspalatum, što je tijekom srednjeg vijeka dalje evoluiralo u Aspalathum, Spalathum, Spalatrum i na kraju u Spalatro što je bio naziv na dalmatinskom jeziku, izumrlom romanskom jeziku kojeg je koristilo domaće stanovništvo romanskog podrijetla.
Kasnije se u srednjovjekovnim latinskim ispravama i velikom broju dokumenata grad naziva Spalatum, a talijanska izvedenica imena Spalato, koju su koristili i Mlečani, koristila se sve do ranog novog vijeka. Tijekom 19. stoljeća sve se više koristi hrvatsko ime grada Split, koje je u službenim dokumentima hiperijekavizirano u Spljet, da bi potom opet bilo i službeno vraćeno u današnje ime nakon što je po završetku Prvog svjetskog rata grad Split pripojen Kraljevini Jugoslaviji.
Postoji i hipoteza o nastanku imena grada od latinske riječi za palaču (palatium), s obzirom na činjenicu da Dioklecijanova palača čini jezgru grada. Jedna je od hipoteza da ime grada potječe od S. Palatium, skraćenog oblika Salonae Palatium (hrv. Salonitanska palača), prema nazivu za antičku Salonu, koja se nalazi u obližnjem Solinu. Takve etimološke hipoteze potječu od Bizantskog Cara Konstantina VII Porfirogeneta, a kasnije ih spominje te preuzima i Toma Arhiđakon. Grad je, međutim, nekoliko stoljeća stariji od palače po kojoj je navodno dobio ime (zasad nije poznato postoje li grčki zapisi o imenu iz vremena stare kolonije ili je i ono nastalo u kasnijim stoljećima). 
Druga zabilježena imena još su i Spalatrum, Spalathron, Spalantum, Spaleta, Spalat.

## Povijest
Grad je utemeljen kao grčka kolonija imena Aspálathos (Aσπάλαθος) u 3. ili 2. stoljeću pr. Kr. na obalama tadašnje ilirske Dalmacije, a kasnije postaje rezidencija rimskog cara Dioklecijana nakon što je po njegovu nalogu podno poluotoka Marjana izgrađena Dioklecijanova palača 305. godine.
Nakon što su obližnju Salonu, glavni grad rimske provincije Dalmacije, razorili Avari i Slaveni oko 650. godine, grad Split dobiva na važnosti, a naseljava ga većinom odbjeglo stanovništvo razorene Salone koje se od napadača sakrilo iza jakih zidina palače, nakon čega toga postaje Bizantski grad. Nešto kasnije pada pod utjecaj Venecijanske republike i Hrvatskog kraljevstva, ali ostaje pod vlašću Bizantskog Carstva. Tijekom cijelog perioda visokog i kasnog srednjeg vijeka Split uživa autonomiju kao slobodni grad, jedan od dalmatinskih gradova-država, ali isto tako ostaje obilježen dugotrajnom borbom za prevlast između Mletaka i Hrvatske (tada već u uniji s Ugarskom) oko kontrole nad Dalmatinskim gradovima.
Venecija na kraju prevladava pa tijekom ranog novog vijeka Split potpuno potpada pod vlast Venecije i predstavlja snažno utvrđeni grad, sa svih strana okružen Otomanskim teritorijem. Zaleđe grada je potpalo pod Turke nakon Morejskog rata 1699. godine, a 1797. godine, nakon što Venecija pada pred Napoleonom, mirovnim sporazumom iz Campo Formija Split je pripao Habsburškoj monarhiji. 1805. godine, Požunskim mirovnim sporazumom, Split je pridodan Napoleonovoj Kraljevini Italiji, a 1806. biva uključen u Prvo Francusko Carstvo, postavši u 1809. godini dijelom Ilirskih provincija. Nakon što je 1813. okupiran od Austrijskog Carstva, bio mu je i dodijeljen temeljem odluka Bečkog kongresa 1814. godine, a Split ostaje u sastavu austrijske Kraljevine Dalmacije sve do pada Austro-Ugarske završetkom Prvog svjetskog rata 1918. godine i formiranja Kraljevine Jugoslavije.
Početkom Drugog svjetskog rata grad je aneksirala fašistička Italija, sukladno Rimskim ugovorima koje je potpisalo vodstvo NDH na čelu s Pavelićem, nakon čega grad ostaje bez svog prirodnog zaleđa, a stanovništvo se pokušava talijanizirati. Zbog toga velik dio građana odlazi u partizane koji su ga i oslobodili odmah nakon kapitulacije Italije u 1943. godini. Ubrzo ga je ponovo okupirala nacistička Njemačka koja ga je poklonila svojoj marionetskoj saveznici NDH. Grad su partizani konačno oslobodili 26. listopada 1944. i taj datum se slavi i danas kao Dan oslobođenja grada Splita. U travnju 1945.godine u Splitu je na sjednici ZAVNOH-a u Staroj gradskoj vijećnici formirana Narodna vlada Federalne Hrvatske. Sjednicom je predsjedao pjesnik Vladimir Nazor. Predsjednik Vlade bio je Vladimir Bakarić, a među 11 ministara kao ministrica financija bila je Splićanka Anka Berus. Vicko Krstulović bio je drugi član Vlade iz Splita.
Nakon rata Split je postao dijelom socijalističke Jugoslavije, kao drugi grad po veličini u tadašnjoj Socijalističkoj Republici Hrvatskoj. Nakon raspada Jugoslavije i Domovinskog rata Hrvatska je proglasila neovisnost, a Split postaje dijelom suvremene demokratske Republike Hrvatske.

## Zemljopis

### Položaj
Split je smješten na jadranskoj obali u srednjoj Dalmaciji na Splitskom poluotoku na čijem se zapadnom kraju nalaze pluća grada – poluotok, brdo (178 mnv.) i zaštićena park-šuma Marjan. Od uzvisina, okružuju ga u zaleđu – sa sjevera i sjeveroistoka planina Mosor (1339 mnv.), sa sjeverozapada brdo Kozjak (779 mnv.), s istoka brdo Perun (533 mnv.), a najstarija gradska jezgra, zajedno s Dioklecijanovom palačom i srednjovjekovnim dijelom nalazi se podno brda Marjana, s istočne strane. Splitski poluotok okružuju otoci Brač, Hvar, Šolta i Čiovo. Trajekti iz luke Split često su jedina veza otoka srednje Dalmacije s kopnom. Panoramski se Split može razgledati pobliže s prve marjanske vidilice ili s 11 km udaljene kliške tvrđave s koje se vidi cijeli Split te splitski akvatorij s otocima.

### Klima
Split ima graničnu umjereno toplu vlažnu klimu s vrućim ljetom (Cfa) i sredozemnu klimu (Csa) po Köppenovoj klasifikaciji klime, jer samo jedan ljetni mjesec ima manje od 40 mm kiše, sprječavajući da se klima nad Splitom klasificira kao isključivo vlažna umjereno topla vlažna ili mediteranska. Split ima vruća, umjereno suha ljeta i blage, vlažne zime, koje se povremeno mogu biti osjetno hladnije zbog jake bure. Prosječna godišnja količina oborina je viša od 820 mm. Siječanj je najhladniji mjesec, s prosječno niskom temperaturom oko 5 °C. Studeni je najvlažniji mjesec s ukupno 113 mm oborina i 12 kišnih dana. Srpanj je najsuši mjesec, s ukupno 26 mm oborina. Zima je najvlažnije godišnje doba; međutim, u Splitu može kišiti u bilo koje doba godine. Snijeg je obično rijedak; od početka vođenja evidencije, mjeseci prosinac i siječanj u prosjeku su imali jedan snježni dan, dok je veljača u prosjeku imala 2 snježna dana. U veljači 2012. godine Split je primio neobično veliku količinu snijega što je stvaralo velike probleme u prometu. Split godišnje primi više od 2600 sunčanih sati. Srpanj je najtopliji mjesec, s prosječno visokom temperaturom oko 30 °C. 
| Klimatološki srednjaci za Split        | Klimatološki srednjaci za Split | Klimatološki srednjaci za Split | Klimatološki srednjaci za Split | Klimatološki srednjaci za Split | Klimatološki srednjaci za Split | Klimatološki srednjaci za Split | Klimatološki srednjaci za Split | Klimatološki srednjaci za Split | Klimatološki srednjaci za Split | Klimatološki srednjaci za Split | Klimatološki srednjaci za Split | Klimatološki srednjaci za Split | Klimatološki srednjaci za Split |
| mjesec                                 | sij                             | velj                            | ožu                             | tra                             | svi                             | lip                             | srp                             | kol                             | ruj                             | lis                             | stu                             | pro                             | godina                          |
| -------------------------------------- | ------------------------------- | ------------------------------- | ------------------------------- | ------------------------------- | ------------------------------- | ------------------------------- | ------------------------------- | ------------------------------- | ------------------------------- | ------------------------------- | ------------------------------- | ------------------------------- | ------------------------------- |
| apsolutni maksimum, °C                 | 17,4                            | 22,3                            | 24,3                            | 27,7                            | 33,2                            | 38,1                            | 38,6                            | 38,5                            | 34,2                            | 27,9                            | 25,8                            | 18,6                            | 38,9                            |
| srednji maksimum, °C                   | 10,4                            | 11,2                            | 13,8                            | 17,2                            | 22,7                            | 26,8                            | 30                              | 29,7                            | 24,9                            | 19,9                            | 14,7                            | 11,4                            | 19,4                            |
| srednja dnevna temperatura, °C         | 8                               | 8,4                             | 10,6                            | 13,7                            | 18,9                            | 22,8                            | 25,7                            | 25,4                            | 21,2                            | 16,8                            | 12                              | 9,1                             | 16,1                            |
| srednji minimum, °C                    | 5,6                             | 5,7                             | 7,8                             | 10,6                            | 15,4                            | 18,9                            | 21,7                            | 21,7                            | 18                              | 14,1                            | 9,6                             | 6,7                             | 13                              |
| apsolutni minimum, °C                  | −9                              | −8,1                            | −6,6                            | 0,3                             | 4,8                             | 9,1                             | 13                              | 11,2                            | 8,8                             | 3,8                             | −4,5                            | −6,3                            | −9                              |
| oborine, mm                            | 73,7                            | 61,2                            | 63,4                            | 61,9                            | 61,6                            | 47,3                            | 25,5                            | 44,8                            | 68,9                            | 82,1                            | 101,7                           | 90,8                            | 782,8                           |
| Izvor: Državni hidrometeorološki zavod |                                 |                                 |                                 |                                 |                                 |                                 |                                 |                                 |                                 |                                 |                                 |                                 |                                 |

### Gradska naselja
| Godina | Broj stanovnika | % stanovništva |
| ------ | --------------- | -------------- |
| 1857.  | 12 417          | −              |
| 1869.  | 14 587          | 17,5 %         |
| 1880.  | 16 883          | 15,7 %         |
| 1890.  | 18 483          | 9,5 %          |
| 1900.  | 21 925          | 18,6 %         |
| 1910.  | 25 103          | 14,5 %         |
| 1921.  | 29 155          | 16,1 %         |
| 1931.  | 40 029          | 37,3 %         |
| 1948.  | 54 187          | 35,4 %         |
| 1953.  | 64 874          | 19,7 %         |
| 1961.  | 85 374          | 31,6 %         |
| 1971.  | 129 203         | 51,3 %         |
| 1981.  | 176 303         | 36,5 %         |
| 1991.  | 200 459         | 13,7 %         |
| 2001.  | 188 694         | −5,9 %         |
| 2011.  | 178 102         | −5,6 %         |
| 2021.  | 162 873         | -8.6 %         |

Tijekom 1980-ih, do preustroja administrativne podjele uspostavom samostalne RH, Split je bio jedan od osam velikih gradova u SFRJ koji su imali donekle različit oblik lokalne samouprave, a svi ostali gradovi s ovim oblikom upravnog ustroja u Jugoslaviji bili su glavni gradovi republika ili pokrajine, tako da je Split bio jedini neglavni grad s ovim statusom u tadašnjoj federalnoj državi. Split je dakle, od 1982., bio jedini od velikih urbanih područja na obali organiziran u tzv. gradsku zajednicu općina (GZO) Split, a tvorile su je općine Kaštela, Solin i Split. Ovakav oblik gradske administracije u Hrvatskoj je, osim Splita, imao jedino Zagreb, koji je i danas zadržao sličan oblik ustroja lokalne samouprave, primjeren velikim gradovima, dok je Split ukidanjem statusa velikoga grada s GZO, praktički uskraćen za mogućnost integriranja njegovog urbanog područja u osmišljeniju i bolje upravljanu cjelinu, podijeljen na tri grada sa zasebnim upravama i interesima, iako su im granice nevidljive i protežu se po sredini gradskih ulica.
Split je podijeljen na 34 gradska kotara:
- Bačvice
- Blatine-Škrape
- Bol
- Brda
- Grad
- Gripe
- Kman
- Kocunar
- Lokve
- Lovret
- Lučac-Manuš
- Mejaši
- Meje
- Mertojak
- Neslanovac
- Plokite
- Pujanke
- Ravne njive
- Sirobuja
- Skalice
- Split 3 (Smrdečac i Pisano Kame)
- Sućidar
- Šine
- Spinut
- Trstenik
- Veli Varoš
- Visoka
- Žnjan

### Aglomeracija naselja
Šire područje Splita (Eurostatov Larger Urban Zone – LUZ) ima približno 340 000 stanovnika.
Zračna udaljenost između krajnjih točaka aglomeracije, a to su mjesto Marina zapadno od Trogira i mjesta Pisak (18 km istočno od Omiša), iznosi gotovo 70 km uzduž obale.
Prema statutu Grad Split obuhvaća područje osam naselja: Split, Kamen, Stobreč, Slatine, Donje Sitno, Gornje Sitno, Srinjine i Žrnovnica te pripadajući akvatorij.
Iako se, kao upravne jedinice, iduća naselja susjedna Splitu vode kao zasebna, ona čine jednu funkcionalnu cjelinu odnosno urbanu aglomeraciju: 
- sjeverno – Vranjic, Solin, Mravince, Kučine, Klis, Dugopolje
- zapadno – Kaštela, Sveti Kajo, Divulje, Plano, Trogir, Seget Donji
- sjeveroistočno – Žrnovnica, Gornje Sitno, Donje Sitno, Srinjine
- istočno – Kamen, Stobreč, Podstrana, Bajnice, Krilo, Jesenice, Suhi Potok, Sumpetar, Mali Rat, Orij, Dugi Rat, Duće, Omiš

S obzirom na to da su trajektne karte pojeftinile, a vrijeme putovanja se smanjilo, slobodno se može reći kako je i gradić Supetar na otoku Braču postao južna splitska četvrt, a isto bi se moglo reći i za otok Šoltu, a zanimjivo je da je upravo Šolta nekad i bila u sastavu općine Split, kao što je i danas istočna polovica otoka Čiova u sastavu grada Splita.

## Stanovništvo
Prema popisu stanovništva 2011. godine, Grad Split je imao 178 192 stanovnika. Po narodnosti, 96,23 % čine Hrvati, dok ostalih 3,77 % čine pripadnici nacionalnih manjina od kojih više od 400 pripadnika imaju bošnjačka, crnogorska, slovenska, albanska i srpska. 98,27 % stanovnika Grada Splita govori hrvatskim jezikom kao materinskim jezikom. 86,15 % stanovnika Grada Splita su katolici.
Od ukupno 178 192 stanovnika Grada Splita 2011., u Donjem Sitnom živilo je 313 stanovnika, Gornjem Sitnom 392, Kamenu 1769, Slatinama 1106, Srinjinama 1201, Stobreču 2978, Žrnovnici 3222, a u samom naselju gradu Splitu 167 121 stanovnik.
| broj stanovnika | 12417 | 14587 | 16883 | 18438 | 21925 | 25103 | 29155 | 40029 | 54187 | 64874 | 85374 | 129203 | 176303 | 200459 | 188694 | 178102 | 160577 |
|                 | 1857. | 1869. | 1880. | 1890. | 1900. | 1910. | 1921. | 1931. | 1948. | 1953. | 1961. | 1971.  | 1981.  | 1991.  | 2001.  | 2011.  | 2021.  |

| broj stanovnika | 10358 | 12196 | 14815 | 15697 | 18853 | 21738 | 25052 | 35332 | 50075 | 60703 | 80902 | 123756 | 169322 | 189388 | 175140 | 167121 | 149830 |
|                 | 1857. | 1869. | 1880. | 1890. | 1900. | 1910. | 1921. | 1931. | 1948. | 1953. | 1961. | 1971.  | 1981.  | 1991.  | 2001.  | 2011.  | 2021.  |

| Narodnost | Broj stanovnika | % stanovništva |
| --------- | --------------- | -------------- |
| Hrvati    | 171 389         | 96,23          |
| Srbi      | 2533            | 1,42           |
| Bošnjaci  | 664             | 0,37           |
| Crnogorci | 354             | 0,20           |
| Slovenci  | 341             | 0,19           |
| Albanci   | 322             | 0,18           |
| Makedonci | 222             | 0,12           |
| Mađari    | 108             | 0,06           |
| Talijani  | 83              | 0,05           |
| Rusi      | 71              | 0,04           |
| Česi      | 53              | 0,03           |
| Nijemci   | 51              | 0,03           |
| Slovaci   | 37              | 0,02           |
| Židovi    | 29              | 0,02           |
| Bugari    | 27              | 0,02           |
| Poljaci   | 27              | 0,02           |
| Ukrajinci | 23              | 0,01           |
| Ostali    | 1768            | 0,99           |
| Ukupno    | 178 102         | 100            |

### Etnicitet Splita do 19. stoljeća
Etnicitet Aspalathosa u početku njegovog postojanja obilježena je značajnom etničkom i kulturnom razlikom između njegovih osnivača isejskih Grka te ilirskog plemena Dalmata koji su živjeli u neposrednom okruženju. Iako se rimskim osvajanjima Ilirika nadomak nove ere, Aspalathos i okolna područje relativno brzo romaniziraju te grad postaje poznat kao rimski Spalatum, od početka 7. st i slavensko-hrvatske doseobe ponovno govorimo o značajnoj etničkoj i dijelom kulturnoj razlici između starosjedilačkog romanskog stanovništva izbjeglog iz Spalatuma i Salone te okolnog hrvatskog stanovništva.
Kroatizacija splitskih Romana svoje začetke ima u 10. st., a vremenom dolazi do značajnije prisutnosti hrvatskog etničkog elementa u svim splitskim društvenim slojevima. Među najuglednijim građanima broj hrvatskih osobnih imena i antroponimijskih tvorbi u 11. st. nosi četvrtina građana Splita, dok je kod splitskih pučana riječ o polovini stanovništva. Do 14. st. Split je gotovo u potpunosti kroatiziran što se ne mijenja ni vlašću Venecije početkom 15. st.
Kontinuirana nesigurnosti i snažan pritisak susjednog Osmanskog carstva utječu na značajnija useljavanja. Do zadnje četvrtine 16. st. u splitske Varoši pristižu Hrvati s kaštelanskog, solinsko-kliškog i žrnovničkog područja, a zatim i iz područja Poljica. To se posebno intenziviralo nakon 1607. godine i kataklizmičke epidemije kuge kada se broj od 4233 stanovnika Splita iz godine 1606. smanjio na svega njih 1405 u godini nakon.
Oslobođenjem Dalmacije od Turaka krajem 17. st., glavnina useljenika u splitske Varoši dolazi iz Zagore, a manjim dijelom i sa susjednih otoka. Split tada postaje privlačan i talijanskim trgovcima, obrtnicima, obrazovanim pojedincima te se vremenom transformira u sredinu u kojoj vlada talijanski jezik. Ipak, zahvaljujući čakavskim Varošima gdje se u kontinuitetu čuva hrvatski identitet, Split u etničkom smislu ostaje hrvatski grad.

## Kultura
Splitske kulturne ustanove i institucije:
- Arheološki muzej u Splitu
- Etnografski muzej u Splitu
- Galerija Meštrović
- Galerija umjetnina u Splitu
- Gradska knjižnica Marka Marulića
- Hrvatski dom u Splitu
- Hrvatsko narodno kazalište u Splitu
- HULU Split
- Hrvatski pomorski muzej Split
- Meštrovićev kaštelet
- Muzej grada Splita
- Salon Galić
- Muzej hrvatskih arheoloških spomenika
- Prirodoslovni muzej i zoološki vrt
- Galerija hrvatske sakralne umjetnosti Laudato
- Galerija Vinko Draganja, OP dominikanskoga samostana u Splitu
- Muzej u crkvi sv. Frane[25]
- Muzej sakralne umjetnosti

Kulturne manifestacije grada Splita:
- Splitsko ljeto
- Splitski salon
- Splitski festival
- Dani duhovne glazbe Cro patria
- Dani kršćanske kulture
- Mediteranski festival knjige
- Festival mediteranskog filma Split

## Arhitektura i znamenitosti
- Dioklecijanova palača
- Podrumi Dioklecijanove palače
- Peristil
- Jupiterov hram
- Katedrala sv. Duje
- Prokurative
- Tvrđava Gripe
- Projekt Split 3
- Ljetnikovac Capogrosso
- Marjanske skale

U Splitu je pred Prvi svjetski rat bilo šest mostova. Splitski kažiput iz 1913. godine sadrži da je most na zvao Kupališnim mostom. Bili su i Sjeverni most (pokraj Bulatove vile), Manuški most (usred Manuša), Vojnički most (pokraj Perivoja), Pazarski most (pokraj Svetog Dominika) i Lučki most (ispod Svetog Petra).

### Arheološki lokalitetAd basilicas pictas
U tijeku pripremnih iskopavanja za izgradnju trgovačkog centra Small Mall na raskrižju Ulice Domovinskog rata s Vukovarskom, Livanjskom i Bihaćkom ulicom otkriveno je novo i neočekivano važno arheološko nalazište. Radi se o do sada nepoznatom amfiteatru iz IV stoljeća, odnosno iz vremena kad je car Dioklecijan obitavao u svojoj palači. Unatoč nepristupačnosti većem dijelu ostataka antičke građevine zbog okolnih kasnije sagrađenih i danas još funkcionalnih građevina, arheolozi su bili u mogućnosti procijeniti neke njene osnovne karakteristike[30]. Istraživanje je provela i tvrtka Neir, a nadzirao splitski Konzervatorski odjel.
Amfiteatar je imao arenu raspona 50 metara, bio je ukupnog promjera 80 metara, a nalazio se uz sam Dioklecijanov aqueduct sve do kraja kandijskog rata 1647. godine kada ga je, već djelomično porušenog, u potpunosti dao razrušiti mletački providur Dalmacije Leonardo Foscolo kako bi spriječio moguće utvrđivanje Osmanlija na tako maloj udaljenosti od tadašnjeg mletačkog Splita. Inače, lokalitet na kojem su pronađeni ostatci ove povijesno toliko važne građevine već je poznat pod nazivom Ad basilicas pictas (Kod oslikanih bazilika). Tu su već ranije pronađeni ostatci arhitekture koja je prethodila nastanku Dioklecijanove palace, točnije antičnom naselju Spalathum, kao i ostaci nekih drugih antičkih i srednjovjekovnih građevina.
Ovaj pronalazak je od iznimne ne samo arheološke, već i kulturno-povijesne, kao i turističke važnosti. Uz Pulsku Arenu i amfiteatre u antičkoj Saloni i Burnumu kraj Knina, ovo je četvrti primjer ove arhitekture na području Republike Hrvatske. Ipak, zbog nemogućnosti daljnjeg istraživanja na lokalitetu, pronađeni ostatci su konzervirani i ostavljeni za neka daljnja proučavanja. Vjerojatno je iz istog razloga zaustavljena i izgradnja navedenog trgovačkog centra jer se nakon tog otkrića odustalo od gradnje istog na toj vrlo atraktivnoj poziciji uz sam povijesni centar grada.

## Obrazovanje i znanost

### Sveučilište
Sveučilište u Splitu utemeljeno je 1974. godine. Sadašnji rektor Sveučilišta je prof. dr. Šimun Anđelinović. U sklopu Sveučilišta u Splitu djeluje jedanest fakulteta, jedna umjetnička akademija te četiri sveučilišna odjela koji ostvaruju više od 180 studijskih programa. Na Sveučilištu danas studira preko 20 000 studenata. Također, Sveučilište u Splitu je rangirano kao najbolje u ovom dijelu Europe i jedno od 500 najboljih u svijetu.[nedostaje izvor]

### Sveučilišna knjižnica
Sveučilišna knjižnica u Splitu je matična knjižnica visokoškolskih i specijalnih knjižnica s područja Splitsko-dalmatinske i Šibensko-kninske županije. Sljednica je Gradske biblioteke, nastale 1903. godine, koja je uz knjižnicu Arheološkog muzeja u Splitu u to vrijeme bila jedina kulturna ustanova zaslužna za brigu o bogatoj zavičajnoj baštini na području Splita. Današnja zgrada Sveučilišne knjižnice iz 2008. godine nalazi se u središtu sveučilišnog kampusa i ističe se svojom lebdećom konstrukcijom.

### Znanstvene institucije
U Splitu djeluje nekoliko instituta od kojih su najznačajniji Institut za oceanografiju i ribarstvo, koji se bavi istraživanjem mora i morskoga života, Institut za jadranske kulture i melioraciju krša, Hrvatski hidrografski institut, Teološko-katehetski Institut, Franjevački institut za kulturu mira, Mediteranski institut za istraživanje života (MEDILS) koji je pokrenuo znanstvenik dr. Miroslav Radman i Institut Građevinarstva Hrvatske.

### Osnovne i srednje škole
U Splitu djeluje 25 osnovnih škola i 18 srednjih škola.

## Šport
Splićani vole reći za svoj grad da je najsportskiji grad na svitu. Ima svoju kuću slave. Split je kolijevka picigina i njegove varijante picigola.
U Splitu su se održala i brojna međunarodna športska natjecanja, primjerice MIS 1979., PEP 1981., atletsko EP 1990. godine, Svjetsko prvenstvo u rukometu 2009. te Europsko prvenstvo u rukometu 2018. godine.
U Splitu djeluju brojna športska društva, a mnoga od njih su se okitila i kontinentalnim naslovima. Osvajači barem jednog europskog trofeja su: košarkaški klub Split, rukometni klub ORK Dalma, vaterpolo klubovi Jadran, Mornar, POŠK, kuglački klubovi Mertojak, Poštar, taekwondo klub TKD Marjan, pikado klub Split Londra.
Među ostalima, u Splitu djeluju sljedeći športski klubovi i društva:
| Nogomet                  | Hajduk, Split, Krilnik, Galeb, Dalmatinac, Adriatic                                            |
| Košarka                  | Split (poznat i kao KK Jugoplastika), Dalvin, Adriatic, Universitas                            |
| Vaterpolo                | POŠK, Jadran, Mornar, ŽVK Bura, Lubinski porat, Pauk, Split, Veteran '70, Zenta                |
| Ragbi                    | RK Nada (pobjednici Srednjoeuropskog kupa) i Ragbi 59                                          |
| Rukomet (muškarci)       | RK Split, RK Brda, Krilnik, RK Balić & Metličić                                                |
| Rukomet (žene)           | Nada (pod imenom RK Dalma donijeli su naslov osvajačica KPK), Split Kaltenberg, Split 2010     |
| Odbojka                  | OK Brda, OK Split 1700                                                                         |
| Borilački športovi       | Džudo klubovi Pujanke i Student, karate klub Sokol, taekwondo klub Marjan                      |
| Veslanje                 | VK Gusar (Celent i Mrduljaš – bronca na OI 1980., braća Skelin srebro na OI 2004.) i VK Mornar |
| Jedrenje                 | Labud, Mornar, Split, Zenta, Špinut                                                            |
| Plivanje                 | POŠK, Jadran, Mornar, Grdelin                                                                  |
| Atletika                 | ASK, AK Hajduk                                                                                 |
| Tenis                    | TK Split                                                                                       |
| Kuglanje                 | Poštar, KK Mertojak                                                                            |
| Boćanje (balote)         | Marjan, Nada, FINA, Elektrodalmacija                                                           |
| Pikado                   | Split Londra                                                                                   |
| Hokej                    | Hokej Klub Split, Hokej klub Spartanac Split                                                   |
| Bejzbol i softbol        | Nada                                                                                           |
| Američki nogomet         | Split Sea Wolves                                                                               |
| Klizanje i koturanje     | Koturaljaško-klizački klub Split                                                               |
| Planinarenje i alpinizam | HPK Dalmacija                                                                                  |

U Splitu djeluju i brojni klubovi borilačkih športova (karate, taekwondo, judo, aikido, boks, kickboks, full-contact, tajlandski boks) koji su dali brojne velikane borbenih vještina u europskim i svjetskim mjerilima. Od najuspješnijih boraca spomenimo Branka Cikatića, Marka Žaju, Sinišu Andrijaševića. Izbornik hrvatske karataške reprezentacije Slaven Mikelić je jedan od najtrofejnijih hrv. izbornika.
Nadalje, Split ima i uspješne boćarske klubove od kojih među brojnima ističemo Poštar, koji je donio prvi naslov europskog prvaka u Split; Split je imao svoju kuglačku ligu još prije 2. svj. rata, a zadnjih godina se afirmirao i KK Mertojak (svjetski juniorski prvaci 2017. u pojedinačnoj konkurenciji i u paru). U Splitu djeluju i klub hokeja na travi te klubovi dizača utega (Nikolaj Pešalovje nositelj brončane olimpijske medalje). Iz Splita je i poznati vozačem moto-trka Ivan Šola, koji je i pilot prve hrvatske bob-posade, koja je također bila sastavljena od Splićana.
Od športskih priredbi koje se održavaju u Splitu, valja spomenuti veličanstvenu Mrdujsku regatu jedriličara, koja je otvorena gotovo svima, od vrhunskih profesionalaca, do onih koji su toliko svladali vještinu jedrenja da bi izbjegavali sudare na moru. Tako se zbog velikog broja sudionika 2004. godine startna crta mjerila miljama. Održavaju se i druge brojne regate s dugom tradicijom: ACI kup, Božićna regata krstaša (1995.), Faros maraton (Split – Stari Grad – Split), IOM Trofej Zente (2002.), Komiška regata (Split – Komiža – Split; 1992.), Mrdujska regata (Split – Mrduja – Split; 1927.), Regata Sv. Nikole za samce i dvojce (Split – Komiža; 2002.), Splitova regata krstaša (Split – Jelsa – Split; 1954.), Sušac 100x2 (Split – Sušac – Split; 1996.), Viška regata krstaša (Split – Vis – Split; 1945.)
Do kasnih 1980-ih, u Splitu se ljeti održavao nogometni Trofej Marjana, na kojemu su sudjelovali brojni veliki svjetski nogometni klubovi (Ajax, Girondins de Bordeaux, Vasco da Gama i dr.) i velike svjetske nogometne reprezentacije, među kojima su najpoznatije SSSR i Hrvatska. Malonogometni turnir Torcida kup održava se od 1995. godine.
U atletici, od 2001. godine održava se trkačka utrka Splitski polumaraton (prije poznat kao Polumaraton Svetog Duje) za koji se prijavi više od 1000 natjecatelja iz Hrvatske i inozemstva, a od 1999. godine održava se triatlon utrka Marjanski đir.
1998. godine u Splitu je održan ATP turnir Croatian Indoors (Split) na kojem je pobjednik bio Goran Ivanišević. Od 2020. održava se challenger turnir Split Open.
Kup Svetog Duje održava se od 1995., a od 2006. ima status satelitskog turnira Svjetskog kupa u mačevanju. Kup Jadrana (od 1981.) je drugo najstarije mačevalačko natjecanje u Hrvatskoj. Povremeno je u 1990-ima održavan Splitski ženski rally, bodovan za hrvatsko prvenstvo žena u rallyu, a i svjetska serija strongman natjecanja, Strongman Champions League održala se u Splitu u nekoliko navrata.[nedostaje izvor]
Održava se džiju-džicu turnir pod pokroviteljstvom UAEJJF-a Split International Pro.

### Splitski olimpijci
Da je Split izrazito sportski grad govore brojnost i iznimni uspjesi splitskih sportaša na Olimpijskim igrama. Grad Split se tako može pohvaliti činjenicom da iz njega potječu ili su u njemu stasali nositelji i nositeljice čak 26 zlatnih (od čega dvije na Paraolimpijskim igrama), 49 srebrnih i 18 brončanih olimpijskih medalja, što u pojedinačnim, a što u grupnim sportovima.
Zlatne medalje:
- Andrija Anković
- Ivano Balić
- Milivoj Bebić
- Zvonko Bego
- Mislav Bezmalinović
- Đurđica Bjedov
- Ivan Buljubašić
- Željko Jerkov
- Aleksandar Kozlina
- Duje Krstulović
- Deni Lušić (dvije)
- Uroš Marović
- Petar Metličić
- Petar Muslim
- Josip Pavić
- Nikolaj Pešalov
- Renco Posinković
- Petar Šegvić
- Mate Trojanović
- Ivo Trumbić
- Velimir Valenta
- Drago Vuković
- Ante Žanetić
- Antonija Balek

Srebrne medalje:
- Veljko Bakašun
- Vladimir Beara
- Milivoj Bebić
- Đurđica Bjedov
- Duje Bonačić
- Marko Brajnović
- Božo Broketa
- Ivica Cipci
- Duje Draganja (dvije)
- Tomislav Franjković
- Željko Jerkov
- Joško Kreković
- Toni Kukoč (dvije)
- Žana Lelas
- Slavko Luštica
- Frane Matošić
- Aramis Naglić
- Toni Nardelli
- Zlatko Papec
- Velimir Perasović
- Damir Polić
- Nikola Radović
- Lovro Radonić (dvije)
- Dino Rađa (dvije)
- Vinko Rosić
- Ratko Rudić
- Petar Skansi
- Nikša Skelin
- Siniša Skelin
- Tomislav Smoljanović
- Dubravko Šimenc
- Siniša Školneković
- Damir Šolman (dvije)
- Ivo Štakula (dvije)
- Žan Tabak
- Ivo Trumbić
- Tino Vegar
- Joško Vidošević
- Blanka Vlašić
- Zdeslav Vrdoljak
- Bernard Vukas (dvije)
- Boško Vuksanović

Brončane medalje:
- Mario Ančić
- Ivano Balić
- Igor Boraska
- Zlatko Celent
- Stjepan Deverić
- Tihomir Franković
- Goran Ivanišević (dvije)
- Branko Miljuš
- Duško Mrduljaš
- Nikolaj Pešalov
- Ivan Pudar
- Josip Reić
- Nikša Skelin
- Siniša Skelin
- Ivan Sunara
- Drago Vuković
- Lucija Zaninović

## Gospodarstvo

### Razvoj kemijske industrije u Splitu
Početak kemijske industrije u Splitu se vezuje uz proizvodnju cementa. Uspješan početak proizvodnje cementa u Austrijskom carstvu 1842. godine i njegova sve veća popularnost potiče širenje pogona diljem carstva i pronalazak lapora. Tehnologija proizvodnje cementa ubrzo se širi i u hrvatskim krajevima. U Splitu su tvornicu pokrenuli Hartung i Höfling 1868. godine gradnjom peći za pečenje lapora. Partneri 1868. registriraju zajedničku firmu za proizvodnju cementa Enrico Hartung e Compagno, a kako su se burno razišli, Hartung nastavlja s proizvodnjom bitumena, dok Enrico Höfling pokreće proizvodnju cementa u Splitu. Splitski pogon je bio napravljen s tehnološki primitivnom jamastom peći za pečenje lapora i nalazio se u podnožju južnih obronaka Marjana, tj. na zapadnoj obali splitske luke. Tvornica se pokretala na ugljen. Općinska vlast im je dodijelila je koncesiju za lokaciju koja je bila vrlo povoljna, blizina luke i kvaliteta sirovine, omogućavala je lakšu distribuciju gotovog proizvoda.
U veljači 1871. građevinski poduzetnik i trgovac Marino Bettiza, zajedno s Lorenzom Gilardijem kupuju Splitski pogon za proizvodnju cementa.
U prvom razdoblju tvornica je djelovala vrlo uspješno; što zbog njihovih graditeljskih i trgovačkih iskustava, što zbog bliske suradnje s tadašnjim gradonačelnikom Antoniom bajamontijem, koji se trudio modernizirati Split, pa njihov cement koristi za izgradnju i modernizaciju.
Na periferiji Splita, u području zvanom Dujmovača, 1876. se službeno registrira nova parna tvornica opeke i cementa, koja je predstavljala prvu ozbiljniju konkurenciju splitskoj tvornici. Oni moderniziraju tvornicu i počinju proizvoditi cementne proizvode, ploćice, ukrase za zgrade. Za kvalitetu tih svojih proizvoda tvornica dobivaju prestižna priznanja na izložbama u Trstu (1882.), Zagrebu (1891.), Madridu (1897.) itd. Ti dekorativni elementi još se uvijek uočiti na pročeljima splitskih zgrada, dvorištima užeg splitskog središta, ali i u drugim dalmatinskim gradovima. Vlasnici 1889. uspijevaju otkupiti od Općine marjanski tupinolom, a koncem 1893. i zemljište na zapadnoj obali splitske luke na kojem je podignuta tvornica. Ubrzo, u vrlo kratkom razdoblju umiru oba osnivača tvornice. 1905 su instalirali nove peći tipa Dietzsch 1905. koje su radile u kontinuiranom modu. Njihova gradnja bila je skupa i veoma zahtjevna. Zapadno od postojećeg, starog postrojenja sagrađena je zgrada s novim pećima. Proširenje tvornice pri tome nije ometalo već uhodanu postojeću proizvodnju u jamastoj peći. Zbog blizine gradskog centra i brda Marjan, splitska tvornica cementa zabilježena je na brojnim razglednicama.
Tijekom prvog desetljeća 20. stoljeća vlasnici investiraju i u izgradnju novih, primjerenijih tvorničkih hala, plinska rasvjeta se zamjenjuje električnom energijom iz vlastitog agregata, tvornica već posjeduje telefonsku liniju, uvodi se žičara za dovoz lapora, počinje se s uređivanjem puta uz obalu i proširivanjem pristanišnog mula. Tvornica je zapošljavala 70 radnika. Definitivno su to bile najuspješnije godine splitske tvornice. U siječnju 1925. godine splitsko Općinsko vijeće, zbog straha od odrona i narušavanja izgleda Marjana, zabranjuje daljnju eksploataciju nalazišta lapora.
Gilardi i Bettiza iste godine tvornicu prodaju dobavljačima lapora, obitelji Ferić. Cementara proizvodi do 1933. godine, a nekoliko mjeseci nakon talijanske okupacije 1941. godine vlasti su tjeraju vlasnike da sruše peći i njihove dimnjake zbog blizine Primorske banovine sagrađenu 1940. godine. Na kraj ove tvornice je definitivno djelovao rast gradskog središta, koji ju je onemogućio u radu, a zatim istisnuo kao neprimjerenu i suvislu.

### Splitska brodogradnja u 19. stoljeću
Razvoj pomorstva i brodogradnje u Splitu kroz 19. stoljeće pratio je ukupan razvoj pomorstva Kraljevine Dalmacije, ali Split je imao svoje specifičnosti vezane uz njegov položaj; položaj samog grada Splita kao veza između kopnene i pomorske trgovine. Brodogradnja u Splitu doživljava svoj vrhunac tijekom pedesetih i šezdesetih godina 19. stoljeća, međutim, već početkom sedamdesetih počinje se osjećati početak krize, koja će svoj vrhunac doživjeti u posljednja dva desetljeća 19. stoljeća.
Do polovice 19. st. u splitskim škverovima su se gradili i popravljali samo brodovi manje tonaže, Split je najviše gradio pelige, bracere i gajete. Sredinom 19. stoljeća u svijetu se razvija brodogradnja i pomorstvo, a Split nastoji prihvatiti i primijeniti nove tehnološke i ekonomske razvitke. Prvo brodogradilište za gradnju velikih jedrenjaka duge plovidbe započelo je s radom 1854. godine na Matejuški. U njemu je prvi brod porinut 1855. godine. Bio je to brigantin od 299 tona, imena Imperatore Diocleziano, bio je naoružan s dva topa i zapošljavao 12 članova posade sa zapovjednikom Vicom Andreisom. Drugi jedrenjak, bark Concordia S. porinut je u more 1856. godine. Jedrenjak je imao 463 tone, naoružanje s dva topa i 16 članova posade, njegov zapovjednik bio je kapetan Domenico Kargotić. U konačnici, ovaj jedrenjak prodan je 1874. godine u Buenos Aires. Treći jedrenjak bio je brigantin, Speranza S., porinut je 1857./1858. godine. Jedrenjak je imamo 185 tona, naoružanje od dva topa i osam članova posade, zapovjednik broda bio je kapetan Stroff. Ovaj jedrenjak prodan je već 1861. godine u Livorno. Primjetno je da su brodovima davana talijanska imena, što se može objasniti utjecajem višestoljetne mletačke vladavine nad Dalmacijom i talijanskog jezika kao službenog u Dalmaciji sve do 1909. godine. Prvo izgrađeno brodogradilište imalo je ambiciju da pridonese razvoju pomorstva, ali i gospodarstva općenito, međutim, njegovo djelovanje je prekinuto, a gradnja velikih jedrenjaka preseljena je izvan Dalmacije. Brodogradnja u Splitu ostala je na razini obrta u drvu. S obzirom na prestanak djelovanja brodogradilišta, ta djelatnost se u Splitu ugasila, sve do 1861. godine kada je sagrađen trabakul Antonio e Felice i nakon njega, 1862. godine, trabakul Buon Padre. Nakon ovoga, sve do 1868. godine nema podataka o izradi novih brodova u Splitu. Uvidom u pomorske statistike, vidljivo je da je do kraja 19. stoljeća ostao aktivan samo jedan škver u Splitu, u kojem su se gradili brodovi manje tonaže i vršili popravci na različitim plovilima, uključujući i jedan parobrod od 12 tona. Godine 1899. škver je zapošljavao čak 41 radnika.

## Religija

### Crkvena upravna organizacija

#### Rimokatolička crkva
U Splitu je sjedište Splitsko-makarske nadbiskupije. Grad je podijeljen na dva dekanata i na 26 rimokatoličkih župa:
- Sv. Dujma biskupa i mučenika
- Sv. Petra apostola
- Materinstva BDM – Brda
- Sv. Roka – Manuš
- Marije Pomoćnice – Kman
- Gospe od Zdravlja – Dobri
- Sv. Pavla – Pujanke
- Gospe od Milosrđa – Žnjan
- Gospe od Ružarija – Lučac
- Sv. Spasa – Mejaši
- Sv. Stjepana – Meje
- Gospe od Pojišana – Pojišan
- Sv. Trojice – Poljud
- Gospe od Pohođenja – Spinut
- Sv. Obitelji – Sukoišan
- Gospe Fatimske – Škrape
- Sv. Križa – Veli Varoš
- Srca Isusova – Visoka
- Sv. Leopolda Bogdana Mandića – Sirobuja
- Sv. Andrije apostola – Sućidar
- Sv. Josipa – Mertojak
- Sv. Ivana Krstitelja – Trstenik
- Sv. Mateja – Ravne njive
- Sv. Marka – Neslanovac
- Sv. Luke Evanđelista – Kocunar
- Sv. Mihovila – Šine, Kamen

Od katoličkih crkvenih redova, družba i kongregacija, u Splitu djeluju Službenice milosrđa (anćele), dominikanci, franjevački Red male braće, klarise, isusovci, kapucini, konventualci, karmelićani (na Kamenu), karmelićanke Božanskog Srca Isusova, salezijanci, Kćeri milosrđa Trećega samostanskog reda sv. Franje. Nekada su djelovali i benediktinci (samostan sv. Marije). Jedine pripadnice reda anakoreta, klanjateljica Presvete euharistije na svijetu su u Splitu.

#### Crkve reformacijske baštine
U Splitu djeluje nekoliko aktivnih crkava reformacijske ili protestantske baštine:
- Evanđeoska crkva Radosna vijest
- Baptistička crkva Split
- Evangelička metodistička crkva

### Sveci zaštitnici
Svetac zaštitnik Splita je sveti Dujam (Sveti Duje), biskup Salone, mučenik iz 304. godine, a suzaštitnici su sveti Anastazije (Staš) i blaženi Rajnerije (Arnir).
Kao poglavita zaštitnica osobito se štuje i Gospe od Pojišana (Molitva čudotvornoj Gospi od Pojišana).
Posvećenost grada sv. Dujmu među ostalim, izražen je i kroz splitski kovani novac kroz povijest. Tako početkom 14. stoljeća, Splitska komuna kuje srebrni novac, bagatin, na čijem je reversu simbol križa zamijenjen prikazom poprsja sv. Dujma. Zaštitnik grada na novcu se zadržao i tijekom mletačke vladavine do njezina pada 1797.g. gdje je bio prikazan cijelom figurom s biskupskim obilježjima, baš kakav je bio i u razdoblju Hrvoja Vukčića Hrvatinića prije toga.

## Gradska uprava
Upravna tijela Grada Splita su:
- Gradonačelnik
- Gradsko vijeće

Za gradonačelnika Splita u drugom krugu glasanja na izborima za gradonačelnika održanim 30. svibnja 2021. godine izabran je elektrotehničar i fizičar dr. sc. Ivica Puljak. Od ukupno 148 369 birača upisanih u popis birača, 64 592 birača je sudjelovalo na izborima te je tom prilikom za trenutnog gradonačelnika glasalo 35 565 birača, ukupno 55,06 % biračkog tijela.
Aktualni saziv Gradskog vijeća izabran je na općim lokalnim izborima održanim 16. svibnja 2021. godine. Od ukupno 148 374 birača glasovalo je 65 204 birača ili ukupno 43,96 %. Izborni prag su prešle stranka HDZ, koja je osvojila 14 837 glasova ili 23,27 %, stranka Centar s 12 862 glasa ili 20,17 %, stranka HGS sa 7563 glasa ili 11,86 %, koalicija SDP i HSU sa 6225 glasova ili 9,7 %, koalicija Možemo!, NL i Pametno za Split i Dalmaciju sa 6088 glasova ili 9,54 %, stranka Most s 5.074 glasa ili 7,95 % te Kandidacijska lista grupe birača kojoj je nositelj liste bio Tomislav Mamić s 3.886 ili 6,09 % glasova. Na osnovu rezultata izbora konstituirano je Gradsko vijeće u sljedećem sastavu:
| Stranka                                   | Broj zastupnika |
| ----------------------------------------- | --------------- |
| HDZ                                       | 9               |
| Centar                                    | 7               |
| HGS                                       | 4               |
| SDP, HSU                                  | 3               |
| Možemo!, NL, Pametno za Split i Dalmaciju | 3               |
| Most                                      | 3               |
| Kandidacijska lista grupe birača          | 2               |

## Mediji
U Splitu djeluje nekoliko lokalnih televizijskih (TV Jadran, Mreža TV-Split i Kanal 5) i radijskih postaja (HR Split, Radio Dalmacija, Radio KL-Eurodom, Radio Riva, Radio Sunce). Tijekom 1990-ih bile su poznate postaje Radio M i Radio Gradska mreža, a 1980-ih je iz Splita djelovao Radio Brač.
Najveće dalmatinske dnevne novine Slobodna Dalmacija izlaze u Splitu (odnedavno se tiskaju u Dugopolju). U Splitu je bilo sjedište redakcije časopisa Feral Tribune.

## Nagrada Grada Splita
Dodjeljuje se svake godine na blagdan Sv. Dujma, 7. svibnja, i to za životno djelo, osobne nagrade i skupne nagrade.

## Zanimljivosti
- Nakon Olimpijskih igara u Ateni 2004. godine, Split je grad s najviše olimpijskih medalja na svijetu u odnosu na broj stanovnika.[nedostaje izvor]
- U samom središtu Splita nalaze se toplice s vlastitim izvorom ljekovite sumporne vode.
- Jugoslavenska ratna mornarica je 15. studenog 1991. godine napala grad vojnim brodom Split.

## Galerija
- Split, pogled na Rivu
- Kip Grgura Ninskog
- Hrvatsko narodno kazalište u Splitu
- Trg Prokurative
- 4. i 5. Opća gimnazija (stara Realka)
- Crkvica Svetog Nikole
- Kupalište Ježinac
- Pogled iz Varoša
- Pogled s Marjanske vidilice
- Sustipan
- Šetnica prema Ježincu
- Topovi na tvrđavi Gripe
- Varoške skaline
- Pogled s Matejuške
- Zlatna vrata
- Riva s palmama
- Crkva sv. Frane
- Sveučilište u Splitu
- Sustipan, Split.
- Marmontova ulica, Split
- Pogled sa zvonika Sv. Duje
- Splitska trajektna luka

## Gradovi pobratimi/prijatelji
| Gradovi prijatelji                                                                                          | Gradovi prijatelji                                                                                              | Predložena pobratimstva                                                                    | Povelja o prijateljstvu |
| Cockburn Mostar Ostrava Punta Arenas Antofagasta Kotor (Crna Gora) Gladsaxe Ancona Pescara Bet Shemesh Štip | Trondheim Charlottenburg-Wilmersdorf (okrug u Berlinu) Dover Odesa Los Angeles Velenje Hangzhou Rzeszow Vukovar | Debrecen (prijedlog još iz prve polovice 1990-ih) Rosario (ponuda stigla 25. srpnja 2006.) | Jeruzalem               |

## Konzulati u Splitu
Austrija

 Češka

 Čile

 Danska

 Finska

 Irska

 Italija

 Nizozemska

 Njemačka

 Slovačka

 Slovenija

 Španjolska

 Švedska

 Ujedinjeno Kraljevstvo

 Ukrajina

## Opširnije
Povijest grada Splita
- Povijest grada Splita
- Splitsko plemstvo
- Splitski crkveni sabori
- Frane Bulić
- Splitski evanđelistar
- Kuga u Splitu
- Prvi splitski partizanski odred
- Bitka za Split 1943.
- Bombaški napad u Splitu 9. studenoga 1941.
- Boj u Splitskom kanalu 1991.
- Vridni (brod)

Arhitektura u gradu i okolici
- Dioklecijanova palača
- Dioklecijanov akvadukt
- Podrumi Dioklecijanove palače
- Peristil (Split)
- Zlatna vrata
- Jupiterov hram u Splitu
- Splitska katedrala
- Splitski lazaret
- Narodni trg u Splitu
- Gradska vijećnica u Splitu
- Tvrđava Gripe
- Prokurative
- Arhitektura secesije u Splitu
- Muzej hrvatskih arheoloških spomenika
- Gradski stadion Poljud

Splitske kulturne i športske manifestacije
- Splitsko ljeto
- Festival zabavne glazbe Split
- Sudamja
- Festival hrvatske drame za djecu
- Festival mediteranskog filma Split
- Split Open Jazz Fair
- Splitski salon
- Fešta Sv. Križa u Splitu
- Sportske igre mladih
- Revija Urbane KulturE – Evo RUKE!
- Klape na Kruniku
- Dani klasične gitare
- Mediteranski festival knjige

## Vanjske poveznice
- Službene stranice gradske uprave